# Список медалістів зимових Олімпійських ігор 2006
Зимові Олімпійські ігри у 2006 році проходили в італійському місті Турин. Всього в змаганнях взяли участь 2508 спортсменів з 80 країн світу. Було розіграно 84 комплекти нагород у 15 дисциплінах 7 видів спорту. Призерами ігор в Турині став 451 спортсмен з 26 країн. Переможцем загальномедальному заліку стала Німеччина, що отримала 29 медалей, з яких 11 золотих, 12 срібних і 6 бронзових медалей.

## Біатлон
| Дисципліна                     | Золото                                                                                 | Срібло                                                                       | Бронза                                                                            |
| Чоловіки: індивідуальна гонка  | Міхаель Грайс · Німеччина                                                              | Уле-Ейнар Б'єрндален · Норвегія                                              | Хальвард Ханевольд · Норвегія                                                     |
| Чоловіки: спринт               | Свен Фішер · Німеччина                                                                 | Хальвард Ханевольд · Норвегія                                                | Фруде Андресен · Норвегія                                                         |
| Чоловіки: гонка переслідування | Венсан Дефран · Франція                                                                | Уле-Ейнар Б'єрндален · Норвегія                                              | Свен Фішер · Німеччина                                                            |
| Чоловіки: мас-старт            | Міхаель Грайс · Німеччина                                                              | Томаш Сікора · Польща                                                        | Уле-Ейнар Б'єрндален · Норвегія                                                   |
| Чоловіки: естафета 4 × 7,5 км  | Німеччина: - Рікко Грос - Міхаель Реш - Свен Фішер - Міхаель Грайс                     | Росія: - Іван Черезов - Сергій Чепіков - Павло Ростовцев - Микола Круглов    | Франція: - Жульєн Робер - Венсан Дефран - Ферреол Каннар - Рафаель Пуаре          |
| Жінки: індивідуальна гонка     | Світлана Ішмуратова · Росія                                                            | Мартіна Глагов · Німеччина                                                   | Альбіна Ахатова · Росія                                                           |
| Жінки: спринт                  | Флоранс Баверель-Робер · Франція                                                       | Анна Карін Улофссон · Швеція                                                 | Лілія Єфремова · Україна                                                          |
| Жінки: гонка переслідування    | Каті Вільгельм · Німеччина                                                             | Мартіна Глагов · Німеччина                                                   | Альбіна Ахатова · Росія                                                           |
| Жінки: мас-старт               | Анна Карін Улофссон · Швеція                                                           | Каті Вільгельм · Німеччина                                                   | Уші Дізль · Німеччина                                                             |
| Жінки: естафета 4 × 6 км       | Росія: - Анна Богалій-Тітовець - Світлана Ішмуратова - Ольга Зайцева - Альбіна Ахатова | Німеччина: - Мартіна Глагов - Андреа Хенкель - Катрін Апель - Каті Вільгельм | Франція: - Дельфін Перетто - Флоранс Баверель-Робер - Сільві Бекар - Сандрін Байї |

## Бобслей
| Дисципліна         | Золото                                                             | Срібло                                                                           | Бронза                                                                 |
| Чоловіки: двійки   | Німеччина: - Андре Ланге - Кевін Куске                             | Канада: - П'єр Людерс - Лассель Браун                                            | Швейцарія: - Мартін Аннен - Беат Гефті                                 |
| Чоловіки: четвірки | Німеччина: - Андре Ланге - Кевін Куске - Рене Хоппе - Мартін Путце | Росія: - Олександр Зубков - Філіп Єгоров - Олексій Селіверстов - Олексій Воєвода | Швейцарія: - Мартін Аннен - Беат Гефті - Томас Лампартер - Седрік Гран |
| Жінки: двійки      | Німеччина: - Сандра Кіріасіс - Аня Шнайдерхайнце-Штекель           | США: - Шона Робок - Валері Флемінг                                               | Італія: - Герда Вайсенштайнер - Дженніфер Ісакко                       |

## Гірськолижний спорт
| Дисципліна                   | Золото                        | Срібло                       | Бронза                           |
| Чоловіки: швидкісний спуск   | Антуан Денер'я · Франція      | Міхаель Вальхгофер · Австрія | Брюно Кернен · Швейцарія         |
| Чоловіки: комбінація         | Тед Лігеті · США              | Івиця Костелич · Хорватія    | Райнер Шенфельдер · Австрія      |
| Чоловіки: супергігант        | Четиль Андре Омодт · Норвегія | Германн Маєр · Австрія       | Амброзі Гоффман · Швейцарія      |
| Чоловіки: гігантський слалом | Беньямін Райх · Австрія       | Жоель Шеналь · Франція       | Германн Маєр · Австрія           |
| Чоловіки: слалом             | Беньямін Райх · Австрія       | Райнфрід Гербст · Австрія    | Райнер Шенфельдер · Австрія      |
| Жінки: швидкісний спуск      | Міхаела Дорфмайстер · Австрія | Мартіна Шільд · Швейцарія    | Аня Персон · Швеція              |
| Жінки: комбінація            | Яниця Костелич · Хорватія     | Марліс Шильд · Австрія       | Аня Персон · Швеція              |
| Жінки: супергігант           | Міхаела Дорфмайстер · Австрія | Яниця Костелич · Хорватія    | Александра Майсснітцер · Австрія |
| Жінки: гігантський слалом    | Аня Персон · Швеція           | Ніколь Госп · Австрія        | Марліс Шильд · Австрія           |
| Жінки: слалом                | Джулія Манкузо · США          | Таня Поутяйнен · Фінляндія   | Анна Оттоссон · Швеція           |

## Керлінг
| Дисципліна                  | Золото                                                                             | Срібло                                                                                                   | Бронза                                                                                    |
| Чоловіки: турнір з керлінгу | Канада: - Бред Гушу - Марк Ніколс - Расс Говард - Джеймі Кораб - Майк Адам         | Фінляндія: - Маркку Уусіпаавалніємі - Віллі Мякеля - Калле Туомас Кііскінен - Теему Сало - Яні Сулланмаа | США: - Піт Фенсон - Шон Рожескі - Джозеф Поло - Джон Шустер - Скотт Берд                  |
| Жінки: турнір з керлінгу    | Швеція: - Анетт Норберг - Ева Лунд - Катрін Ліндаль - Анна Сверд - Ульріка Бергман | Швейцарія: - Мір'ям Отт - Бінія Фельчер-Беелі - Валерія Шпелті - Мішель Мозер - Мануела Корман           | Канада: - Шеннон Клейбрінк - Емі Ніксон - Гленіс Баккер - Крістін Кешен - Сандра Дженкінс |

## Ковзанярський спорт
| Дисципліна               | Золото | Срібло                                                                                      | Бронза                                                                                                  |
| Чоловіки: 500 метрів     | Джоуї Чик · США                                                                                            | Дмитро Дорофєєв · Росія                                                                     | Лі Ган Сок · Південна Корея                                                                             |
| Чоловіки: 1000 м         | Шані Девіс · США                                                                                           | Джоуї Чик · США                                                                             | Ербен Веннемарс · Нідерланди                                                                            |
| Чоловіки: 1500 метрів    | Енріко Фабріс · Італія                                                                                     | Шані Девіс · США                                                                            | Чед Гедрік · США                                                                                        |
| Чоловіки: 5000 метрів    | Чед Гедрік · США                                                                                           | Свен Крамер · Нідерланди                                                                    | Енріко Фабріс · Італія                                                                                  |
| Чоловіки: 10000 метрів   | Боб де Йонг · Нідерланди                                                                                   | Чед Гедрік · США                                                                            | Карл Верхеєн · Нідерланди                                                                               |
| Чоловіки: командна гонка | Італія: - Маттео Анезі - Енріко Фабріс - Іпполіто Санфрателло - Стефано Донагранді                         | Канада: - Арне Денкерс - Стівен Ельм - Джастін Варшилевіц - Денні Моррісон - Джейсон Паркер | Нідерланди: - Свен Крамер - Марк Тюйтерт - Карл Верхеєн - Рінту Рітсма - Ербен Веннемарс                |
| Жінки: 500 метрів        | Світлана Журова · Росія                                                                                    | Ван Маньлі · Китай                                                                          | Жень Хуей · Китай                                                                                       |
| Жінки 1000 метрів        | Маріанне Тіммер · Нідерланди                                                                               | Сінді Классен · Канада                                                                      | Анні Фрізінгер-Постма · Німеччина                                                                       |
| Жінки: 1500 метрів       | Сінді Классен · Канада                                                                                     | Крістіна Грувз · Канада                                                                     | Ірен Вюст · Нідерланди                                                                                  |
| Жінки: 3000 метрів       | Ірен Вюст · Нідерланди                                                                                     | Ренате Груневольд · Нідерланди                                                              | Сінді Классен · Канада                                                                                  |
| Жінки: 5000 метрів       | Клара Г'юз · Канада                                                                                        | Клаудія Пехштайн · Німеччина                                                                | Сінді Классен · Канада                                                                                  |
| Жінки: командна гонка    | Німеччина: - Даніела Аншюц-Томс - Анні Фрізінгер-Постма - Клаудія Пехштайн - Люсіль Вебер - Сабіне Фелькер | Канада: - Крістіна Грувз - Клара Г'юз - Крістін Несбітт - Сінді Классен - Шеннон Ремпель    | Росія: - Катерина Абрамова - Світлана Високова - Катерина Лобишева - Варвара Баришева - Галина Лихачова |

## Лижне двоборство
| Дисципліна                   | Золото                                                                      | Срібло                                                                   | Бронза                                                                      |
| Чоловіки: спринт             | Георг Геттіх · Німеччина                                                    | Фелікс Готтвальд · Австрія                                               | Магнус Моан · Норвегія                                                      |
| Чоловіки: система Гундерсена | Фелікс Готтвальд · Австрія                                                  | Магнус Моан · Норвегія                                                   | Георг Геттіх · Німеччина                                                    |
| Чоловіки: ефстафета          | Австрія: - Міхаель Грубер - Крістоф Білер - Фелікс Готтвальд - Маріо Штехер | Німеччина: - Б'єрн Кірхайзен - Георг Геттіх - Роні Аккерман - Єнс Гайзер | Фінляндія: - Антті Куісма - Ансі Койвуранта - Яакко Таллус - Ханну Маннінен |

## Лижні гонки
| Дисципліна                     | Золото                                                                                   | Срібло                                                                           | Бронза                                                                                |
| Чоловіки: спринт               | Б'єрн Лінд · Швеція                                                                      | Родді Даррагон · Франція                                                         | Тобіас Фредрікссон · Швеція                                                           |
| Чоловіки: гонка на 15 км       | Андрус Веерпалу · Естонія                                                                | Лукаш Бауер · Чехія                                                              | Тобіас Ангерер · Німеччина                                                            |
| Чоловіки: гонка переслідування | Євген Дементьєв · Росія                                                                  | Фруде Естіль · Норвегія                                                          | П'єтро Піллер Коттрер · Італія                                                        |
| Чоловіки: мас-старт на 50 км   | Джорджо Ді Чента · Італія                                                                | Євген Дементьєв · Росія                                                          | Михайло Ботвинов · Австрія                                                            |
| Чоловіки: командний спринт     | Швеція: - Тобіас Фредрікссон - Б'єрн Лінд                                                | Норвегія: - Єнс Арне Свартедаль - Тур Арне Хетланн                               | Росія: - Іван Алипов - Василь Рочев                                                   |
| Чоловіки: естафета 4 × 10 км   | Італія: - Фульвіо Вальбуза - Джорджо Ді Чента - П'єтро Піллер Коттрер - Крістіан Дзордзі | Німеччина: - Андреас Шлюттер - Єнс Фільбріх - Рене Зоммерфельдт - Тобіас Ангерер | Швеція: - Матс Ларссон - Юган Ульссон - Андерс Седергрен - Матіас Фредрікссон         |
| Жінки: спринт                  | Чандра Крофорд · Канада                                                                  | Клаудія Кюнцель · Німеччина                                                      | Олена Сідько · Росія                                                                  |
| Жінки: гонка на 10 км          | Крістіна Шмігун-Вяхі · Естонія                                                           | Маріт Б'єрген · Норвегія                                                         | Хільде Педерсен · Норвегія                                                            |
| Жінки: гонка переслідування    | Крістіна Шмігун-Вяхі · Естонія                                                           | Катержина Нойманова · Чехія                                                      | Євгенія Медведєва · Росія                                                             |
| Жінки: мас-старт               | Катержина Нойманова · Чехія                                                              | Юлія Чепалова · Росія                                                            | Юстина Ковальчик · Польща                                                             |
| Жінки: командний спринт        | Швеція: - Анна Дальберг - Ліна Андерссон                                                 | Канада: - Сара Реннер - Беккі Скотт                                              | Фінляндія: - Айно-Кайса Саарінен - Вірпі Куйтунен                                     |
| Жінки: естафета 4 × 5 км       | Росія: - Наталя Баранова - Євгенія Медведєва - Лариса Куркіна - Євгенія Медведєва        | Німеччина: - Штефані Белер - Віола Бауер - Еві Захенбахер - Клаудія Кюнцель      | Італія: - Аріанна Фолліс - Габріелла Паруцці - Антонелла Конфортола - Сабіна Вальбуза |

## Стрибки з трампліна
| Дисципліна                    | Золото                                                                          | Срібло                                                                  | Бронза                                                                                |
| Чоловіки: нормальний трамплін | Ларс Бюстель · Норвегія                                                         | Матті Хаутамякі · Фінляндія                                             | Руар Льокельсей · Норвегія                                                            |
| Чоловіки: великий трамплін    | Томас Моргенштерн · Австрія                                                     | Андреас Кофлер · Австрія                                                | Ларс Бюстель · Норвегія                                                               |
| Чоловіки: командна першість   | Австрія: - Андреас Відгельцль - Андреас Кофлер - Мартін Кох - Томас Моргенштерн | Фінляндія: - Тамі Кіуру - Янне Хаппонен - Янне Ахонен - Матті Хаутамякі | Норвегія: - Ларс Бюстель - Б'єрн Ейнар Ромерен - Томмі Інгебрігтсен - Руар Льокельсей |

## Санний спорт
| Дисципліна        | Золото                                       | Срібло                                       | Бронза                                                 |
| Чоловіки: одинаки | Армін Цеггелер · Італія                      | Альберт Демченко · Росія                     | Мартіньш Рубеніс · Латвія                              |
| Чоловіки: двійки  | Австрія: - Андреас Лінгер - Вольфганг Лінгер | Німеччина: - Андре Флоршюц - Торстен Вустліх | Італія: - Освальд Газельрідер - Герхард Планкенштайнер |
| Жінки: одинаки    | Зільке Отто · Німеччина                      | Зільке Краусхар · Німеччина                  | Татьяна Гюфнер · Німеччина                             |

## Скелетон
| Дисципліна | Золото                    | Срібло                         | Бронза                        |
| Чоловіки   | Дафф Гібсон · Канада      | Джефф Пейн · Канада            | Грегор Штелі · Швейцарія      |
| Жінки      | Майя Педерсен · Швейцарія | Шеллі Радмен · Велика Британія | Мелліса Голлінгсворт · Канада |

## Сноуборд
| Дисципліна                               | Золото                    | Срібло                      | Бронза                       |
| Чоловіки: хафпайп                        | Шон Вайт · США            | Денні Касс · США            | Маркку Коскі · Фінляндія     |
| Чоловіки: бордеркросс                    | Сет Вескотт · США         | Радослав Жідек · Словаччина | Поль-Анрі де Ле Рю · Франція |
| Чоловіки: паралельний гігантський слалом | Філіп Шох · Швейцарія     | Симон Шох · Швейцарія       | Зігфрід Грабнер · Австрія    |
| Жінки: хафпайп                           | Ганна Тетер · США         | Гретхен Блейлер · США       | Кьрсті Буос · Норвегія       |
| Жінки: бордеркросс                       | Таня Фріден · Швейцарія   | Ліндсі Джекобелліс · США    | Домінік Мальте · Канада      |
| Жінки: паралельний гігантський слалом    | Даніела Мойлі · Швейцарія | Амелі Кобер · Німеччина     | Розі Флетчер · США           |

## Фігурне катання
| Дисципліна                 | Золото                                      | Срібло                                 | Бронза                                     |
| Чоловіки: одиночне катання | Євген Плющенко · Росія                      | Стефан Ламб'єль · Швейцарія            | Джеффрі Баттл · Канада                     |
| Жінки: одиночне катання    | Сідзука Аракава · Японія                    | Саша Коен · США                        | Ірина Слуцька · Росія                      |
| Парне катання              | Росія: - Тетяна Тотьмяніна - Максим Маринін | Китай: - Чжан Дань - Чжан Хао          | Китай: - Шень Сюе - Чжао Хунбо             |
| Танці на льоду             | Росія: - Тетяна Навка - Роман Костомаров    | США: - Таніт Белбін - Бенджамін Агосто | Україна: - Олена Грушина - Руслан Гончаров |

## Фристайл
| Дисципліна           | Золото                     | Срібло                       | Бронза                    |
| Чоловіки: могул      | Дейл Бегг-Сміт · Австралія | Мікко Ронкайнен · Фінляндія  | Тобі Довсон · США         |
| Чоловіки: акробатика | Хань Сяопен · Китай        | Дмитро Дащинський · Білорусь | Володимир Лебедєв · Росія |
| Жінки: могул         | Дженніфер Гейл · Канада    | Карі Тро · Норвегія          | Сандра Лаура · Франція    |
| Жінки: акробатика    | Евелін Лу · Швейцарія      | Лі Ніна · Китай              | Аліса Кемплін · Австралія |

## Хокей
| Дисципліна                | Золото | Срібло | Бронза |
| Чоловіки: хокейний турнір | Швеція: - Пер Юган Аксельссон - Даніель Альфредссон - Крістіан Бекман - Генрік Зеттерберг - Йорген Йонссон - Кенні Йонссон - Ніклас Крунвалль - Стефан Лів - Ніклас Лідстрем - Генрік Лундквіст - Фредрік Модін - Маттіас Елунд - Самуель Польссон - Мікаель Самуельссон - Даніель Седін - Генрік Седін - Матс Сундін - Ронні Сундін - Мікаель Теллквіст - Петер Форсберг - Ніклас Гевелід - Міка Ганнула - Томас Гольмстрем - Даніель Чернквіст | Фінляндія: - Акі-Петтері Берг - Ніклас Бекстрем - Оллі Йокінен - Юссі Йокінен - Ніко Капанен - Мікко Койву - Саку Койву - Лассе Кукконен - Антті Лааксонен - Єре Лехтінен - Тоні Людман - Антті-Юссі Ніємі - Вілле Ніємінен - Антеро Нііттімякі - Фредрік Норрена - Петтері Нуммелін - Теппо Нуммінен - Вілле Пельтонен - Яркко Рууту - Самі Сало - Теему Селянне - Кіммо Тімонен - Ніклас Хагман - Юкка Хентунен | Чехія: - Ян Буліс - Томаш Вокоун - Давид Виборни - Домінік Гашек - Мілан Гейдук - Мілан Гнілічка - Марек Жидлицький - Томаш Каберле - Франтішек Каберле - Алеш Коталік - Філіп Куба - Павел Кубіна - Роберт Ланг - Марек Малік - Ростислав Олеш - Вацлав Проспал - Мартін Ручинський - Душан Салфіцкі - Мартін Страка - Алеш Гемський - Петр Чаянек - Ярослав Шпачек - Патрік Еліаш - Мартін Ерат - Яромир Ягр |
| Жінки: хокейний турнір    | Канада: - Меган Агоста - Дженніфер Боттерілл - Сара Вайянкур - Гейлі Вікенгайзер - Даніель Гоєт - Беккі Келлар - Джина Кінгсбері - Кейсі Кемпбелл - Шарлін Лабонте - Карла Маклод - Шері Пайпер - Шеріл Паундер - Кім Сен-П'єр - Коллін Состорікс - Вікі Сунохара - Кеті Вітерстон - Каролін Уеллетт - Джилліан Феррарі - Джейна Геффорд - Джилліан Еппс                                                                                         | Швеція: - Сесілія Андерсон - Кім Мартін - Жоа Елфсберг - Гунілла Андерссон - Емма Елайссон - Дженні Ассерхолт - Ілва Ліндберг - Анна-Луїза Едстранд - Еріка Полотно - Нанна Янссон - Дженні Линдквист - Христина Люндберг - Фріда Невалайнен - Емілі О'Конор - Марія Рус - Даніелла Рундквіст - Тереза Сьоландер - Катаріна Тімглас - Анна Вікман - Пернілла Вінберг                                              | США: - Ганда Ган - Пем Дреєр - Кортні Кеннеді - Анджела Руджеро - Ліндсі Волл - Гелен Резор - Кейтлін Кехоу - Моллі Енгстрем - Джеймі Хагерман - Кріссі Венделл - Кім Інсалако - Дженні Поттер - Джулі Чу - Келлі Стівенс - Кетлін Каус - Крістін Кінг - Кеті Кінг (хокей) - Наталі Дарвіц - Тріція Дюн - Сара Парсонс                                                                                         |

## Шорт-трек
| Дисципліна                     | Золото                                                                              | Срібло                                                                                     | Бронза                                                                 |
| Чоловіки: 500 метрів           | Аполо Ентон Оно · США                                                               | Франсуа-Луї Трамбле · Канада                                                               | Ан Хьон Су · Південна Корея                                            |
| Чоловіки: 1000 м               | Ан Хьон Су · Південна Корея                                                         | Лі Хо Сук · Південна Корея                                                                 | Аполо Ентон Оно · США                                                  |
| Чоловіки: 1500 метрів          | Ан Хьон Су · Південна Корея                                                         | Лі Хо Сук · Південна Корея                                                                 | Лі Цзяцзюнь · Китай                                                    |
| Чоловіки: естафета 5000 метрів | Південна Корея: - Ан Хен Су - Лі Хо Сук - О Се Джон - Со Хо Джін - Сон Сок У        | Канада: - Шарль Амлен - Ерік Бедар - Жонатан Гійметт - Франсуа-Луї Трамбле - Матьє Тюркотт | США: - Алекс Ізіковскі - Джон Пол Кепка - Аполо Ентон Оно - Расті Сміт |
| Жінки: 500 метрів              | Ван Мен · Китай                                                                     | Євгенія Раданова · Болгарія                                                                | Анук Леблан-Буше · Канада                                              |
| Жінки 1000 метрів              | Цзін Сан-Ю · Південна Корея                                                         | Ван Мен · Китай                                                                            | Ян Ян (A) · Китай                                                      |
| Жінки: 1500 метрів             | Цзін Сан-Ю · Південна Корея                                                         | Чхве Ин Гьон · Південна Корея                                                              | Ван Мен · Китай                                                        |
| Жінки: естафета 3000 метрів    | Південна Корея: - Кан Юн Мі - Пьон Чхон Са - Цзін Сан-Ю - Чон Да Х'є - Чхве Ин Гьон | Канада: - Таня Вісан - Аланна Краус - Анук Леблан-Буше - Аманда Оверланд - Калина Роберж   | Італія: - Катя Дзіні - Мара Дзіні - Марта Капурсо - Аріанна Фонтана    |